# Оскар і рожева пані
«Оскар і рожева пані» (Оригінальна назва: фр. Oscar et la dame rose) — роман сучасного французького письменника та драматурга Еріка-Емануеля Шмітта. Французькою мовою вийшла вперше друком у 2002 році. Книга є третім оповіданням серії з 4 книг — Cycle de l'invisible (укр. цикл невидимих).
Українською мовою видана видавництвом «Кальварія» у 2009 році.

## Сюжет
Книга написана у формі 14 листів десятирічного хлопчика Оскара, невиліковно хворого на рак. Він відчуває, що хіміотерапія не принесла полегшення і йому залишилося жити не довго. Він відчуває себе покинутим батьками. На противагу до батьків з ним розмовляє у лікарні Рожева Пані про життя і смерть. Щоби прийняти жахливу правду вона спонукає Оскара викласти свої думки у вигляді листів до Бога. Крім того він має собі уявити, що кожен прожитий день є десятиріччям. Хоча Оскару важко повірити в Бога, він проте йде на цей експеримент і таким чином проживає все своє життя. У 14-и листах до Бога він розповідає про свою юність, перше кохання, подружнє життя, кризу середнього віку, старість і підготування до смерті.

## Кіно та театральне втілення
За екраніцацію свого роману взявся сам Ерік-Емануель Шмітт. Фільм «Оскар і рожева пані» за його режусури вийшов у 2009 році. Головні ролі виконали Амір Бен Абдельмоумен (Оскар) та актриса Мішель Ларок (Рожева пані).
Театральна постановка на основі оповідання ось уже кілька років не сходить зі сцен найвідоміших театрів. Одна з найвідоміших — моновистава Аліси Фрейндліх 2004 року у пітерському театрі ім. Ленсовета в режисурі Владислава Пазі. Вистава отримала приз глядацьких симпатій фестивалю «Золота маска», а Аліса Брунівна стала лауреатом у номінації «За кращу жіночу роль».
На українських театральних просторах вистава за романом з 2006 року, коли виставу «Цілую, Оскар» поставив режисер Олег Ліпцин у театрі «Ательє 16». Під кінець того ж 2006 року «Оскар — Богу» у постановці Олексія Кужельного з'явився у київськії майстерні театрального мистецтва «Сузір'я». Свій «Оскар» є у Львівському ТЮГу (реж. Олексій Кравчук)., у Чернігівського Молодіжного театру, у Волинського музично-драматичного театру ім. Тараса Шевченка. Суспільним благодійним проектом 2015 року Івано-Франківського обласного музично-драматичного театру ім. Івана Франка стала вистава «Оскар і Рожева Пані» режисера Ростислава Держипільського з Ірмою Вітовською у ролі Рожевої Пані.
Найбільш титулованим українським «Оскаром» стала лялькова театральна версія режисера Михайла Урицького, який восени 2012 року втілив роман як випускну виставу студентів Київського національного університету театру, кіно і телебачення імені В. К. Карпенка-Карого, а після їх випуску переніс на професійну сцену — в грудні 2013 — прем'єра в Одеському обласному театрі ляльок, а 21 листопада 2015 — прем'єра вистави у Київському муніципальному академічному театрі ляльок. Київська постановка стала справжнім триумфатором 24-я церемонії вручення премії в галузі театрального мистецтва «Київська пектораль», що відбулася 28 березня 2016. Вперше в історії премії вистава театру ляльок номінувався в трьох категоріях, в яких традиційно були представлені роботи драматичних театрів («Краща вистава / вистава драматичного театру», «Краща режисерська робота» та «Найкраща жіноча роль». На думку експертів премії, спектакль виявився кращим у двох з трьох номінацій — «Краща вистава» та «Краща режисерська робота».
Фестивалем у фестивалі став показ трьох сценічних версій «Оскара та Рожевої Пані» в рамках II Міжнародного фестивалю театрів ляльок «І люди, і ляльки» (Львівський театр естрадних мініатюр «І люди, і ляльки»). Глядачі фестивалю побачили роботи Антона Меженіна (Харківський Відкритий Театр), Олексія Кравчука (Львівський Перший український театр для дітей та юнацтва) та Михайла Урицького (Київський муніципальний академічний театр ляльок).

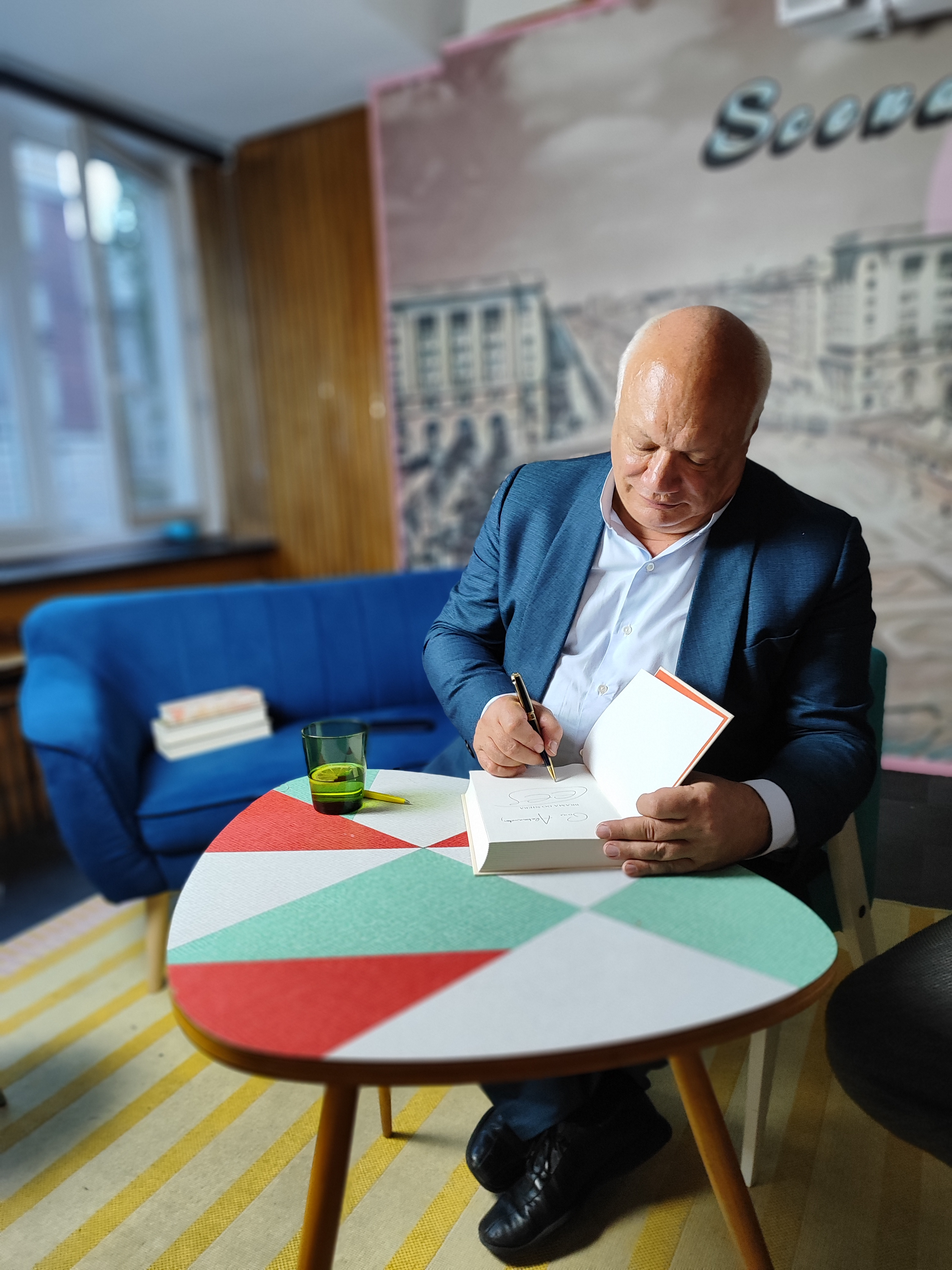
Ерік-Емманюель Шмітт, 2023 р.

Станом на 2020-й рік нараховується десять театральних постановок за «Оскаром і рожевою пані» в Україні.